# La parole est à l'épée
Pour les articles homonymes, voir Pia de' Tolomei (homonymie).
Pour plus de détails, voir Fiche technique et Distribution.
La parole est à l'épée (Pia de' Tolomei) est un film de cape et d'épée franco-italien réalisé par Sergio Grieco et sorti en 1958.
Il s'agit d'un des films mettant en scène Pia de' Tolomei (née à Sienne et morte à Maremme au XIIIe siècle), une noble siennoise identifiée, selon une tradition liée aux anciens commentateurs de la Divine Comédie, à la Pia mentionnée par Dante dans le chant V du Purgatoire.

## Synopsis
Pia de' Tolomei, bien qu'amoureuse de Ghino Perticari, fut contrainte d'épouser un noble de Sienne qui, lorsqu'il découvrit son amour pour l'autre homme, la fit enfermer dans une tour.

## Fiche technique
- Titre français : La parole est à l'épée[1]
- Titre original : Pia de' Tolomei[2]
- Réalisation : Sergio Grieco
- Scénario : Carlo Infascelli, Edoardo Anton, Leo Bomba, Giuseppe Mangione
- Photographie : Tino Santoni (it)
- Montage : Alma Tedeschi
- Musique : Carlo Rustichelli
- Décors : Beni Montresor
- Production : Carlo Infascelli, Claude Jaeger
- Société de production : DO.RE.MI. (Rome), Procinex (Paris)
- Format : couleurs - 2,35:1 - son mono - 35 mm
- Pays de production :  Italie -  France
- Langue originale : italien
- Durée : 108 minutes
- Genre : film de cape et d'épée
- Date de sortie :
  - Italie : 29 décembre 1958
  - France : 8 juillet 1960

## Distribution
- Ilaria Occhini : Pia de' Tolomei
- Arnoldo Foà : Nello della Pietra
- Franca Mazzoni
- Marco Paoletti
- Jacques Sernas : Ghino Perticari
- Edoardo Toniolo
- Bella Darvi : Bice
- Umberto Sacripante
- Ivano Staccioli
- Giulio Calì
- Renato Chiantoni
- Marcella Rovena
- Renato Terra
- Fausto Guerzoni
- Adriano Micantoni

## Production
Une partie du film a été tournée à Tuscania, une ville italienne située dans la province de Viterbe.